# Glogovica (Podcrkavlje)
Glogovica je naseljeno mjesto u Republici Hrvatskoj u sastavu općine Podcrkavlje u Brodsko-posavskoj županiji.

## Zemljopis
Glogovica se nalaze na obroncima Dilja, zapadno od Podcrkavlja i državne ceste Našice - Slavonski Brod, susjedna naselja su Brodski Zdenci na sjeverozapadu, te Donji Slatinik na sjeveroistoku. Pokraj sela prolazi istoimena rječica, koja izvire nedaleko na Dilju.

## Stanovništvo
Prema popisu stanovništva iz 2011. godine Glogovica je imala 214 stanovnika. 
| broj stanovnika | 396   | 435   | 419   | 532   | 535   | 537   | 451   | 490   | 476   | 436   | 410   | 347   | 311   | 254   | 258   | 214   | 163   |
|                 | 1857. | 1869. | 1880. | 1890. | 1900. | 1910. | 1921. | 1931. | 1948. | 1953. | 1961. | 1971. | 1981. | 1991. | 2001. | 2011. | 2021. |